# 羅斯鎮區 (伊利諾伊州弗米利恩縣)
羅斯鎮區（英語：Ross Township）是位於美國伊利諾伊州弗米利恩縣的一個行政鎮區。

## 地方資料
根據2010年美國人口普查的數據，羅斯鎮區的面積為112.70平方千米，當中陸地面積為112.70平方千米，而水域面積為0.00平方千米。當地共有人口1545人，而人口密度為每平方千米13.71人。